# The Castle of Wolfenbach
The Castle of Wolfenbach (littéralement « Le Château de Wolfenbach ») est un roman gothique d’Eliza Parsons, publié en 1793.
Outre sa réputation à l'époque, il est connu de nos jours pour faire partie des sept « romans épouvantables » (horrid novels) que Jane Austen — par la bouche d'Isabella Thorpe — désigne dans son roman, L'Abbaye de Northanger (Northanger Abbey), comme étant les plus effrayants écrits à l'époque.

## Référence dans la culture populaire
Ce roman est le livre lu par Mary Shelley (Elle Fanning), au tout début du film du même nom : "Mary Shelley" (2017) d' Haifaa al-Mansour.